# Узбеки в России
Эта статья о узбеках в России. Для расширенного значения смотрите статью Узбеки.
Узбеки в России (узб. Rossiyada oʻzbeklar) — одно из самых быстрорастущих национальных меньшинств Российской Федерации. По данным Всероссийской переписи населения 2021 года, в России проживало 323 278 узбеков (0,25 % населения страны), по другим оценкам это число сильно занижено, и может достигать более 3 миллионов человек. Верующие — мусульмане-сунниты, язык — узбекский, многие владеют русским и таджикским языком. Узбеки в Россию прибывают не только из Узбекистана, но и из других среднеазиатских республик и Казахстана, поскольку в каждой из этих стран имеются значительные узбекские диаспоры. К примеру, в 2000—е годы узбеки из Киргизии переселялись уже в основном не в Узбекистан, как в начале 1990-х, а в Россию.
С другой стороны, в потоке из Узбекистана имеются представители самых разных национальностей помимо этнических узбеков.

## История
По данным переписи 1989 года, в РСФСР проживало 126 899 узбеков. Распад СССР оказал сильное отрицательное влияние на экономику Узбекистана и спровоцировал кризис, что вызвало массовую миграцию из Узбекистана в Россию сначала нетитульного населения, а затем и этнических узбеков. Узбекистан традиционно является одним из самых значимых миграционных доноров России. В 2015 году сальдо миграции республики в обмене с Россией составило минус 29,3 тыс. человек, в 2016 году — минус 26,6 тысяч человек самых разных национальностей, включая узбеков.
В настоящее время узбеки, как граждане Узбекистана, так и граждане РФ узбекского происхождения, работают во всех отраслях экономики РФ и составляют крупнейшую группу переселенцев из Средней Азии и СНГ в целом. Среди известных узбеков — космонавт Салиджан Шарипов, мультимиллиардер Алишер Усманов (самый богатый человек России по данным 2012 года), актриса Равшана Куркова.

## Расселение и демография
Согласно данным переписей населения, численность узбеков в России составляла:
- 2002—122 916 человек[9]
- 2010—289 862 человека[10]

Субъекты Российской Федерации, в которых численность узбеков в 2010 году превышала 5 тыс. человек:
| Субъект РФ                        | Численность узбекского населения | % населения региона |
| --------------------------------- | -------------------------------- | ------------------- |
| Москва                            | 35 595                           | 0,31                |
| Московская область                | 25 773                           | 0,36                |
| Санкт-Петербург                   | 20 345                           | 0,42                |
| Тюменская область                 | 14 743                           | 0,43                |
| Новосибирская область             | 12 655                           | 0,47                |
| Самарская область                 | 11 242                           | 0,35                |
| Ханты-Мансийский автономный округ | 9 970                            | 0,65                |
| Свердловская область              | 9 358                            | 0,22                |
| Приморский край                   | 8 993                            | 0,46                |
| Татарстан                         | 8 881                            | 0,23                |
| Башкортостан                      | 7 945                            | 0,20                |
| Волгоградская область             | 6 947                            | 0.27                |
| Ленинградская область             | 6 717                            | 0,39                |
| Красноярский край                 | 6 434                            | 0,23                |
| Ямало-Ненецкий автономный округ   | 1 775                            | 0,34                |

## Трудовая миграция
Граждане Республики Узбекистан въезжают в Российскую Федерацию в порядке, не требующем получения визы, и имеют право получить миграционный патент для осуществления трудовой деятельности. По данным Федеральной миграционной службы в России может находиться более 2 млн. граждан Узбекистана, из которых 760 тысяч уже получили патенты и разрешения на работу, и ещё 885 тысяч указали трудовую деятельность как цель визита в РФ, но пока не получили разрешающих документов.

## Уровень образования
Перепись 2010 года показала, что уровень образования российских узбеков намного ниже, чем в целом у населения РФ. По переписи 2010 года среди узбеков лишь 10,5 % имели высшее или послевузовское образование (26090 человек из 249525 лиц узбекской национальности в возрасте 15 лет и старше, указавших уровень образования). При этом среди жителей России всех национальностей доля лиц с высшим образованием в 2010 году составила 23,4 % (среди лиц в возрасте 15 лет и старше, указавших уровень образования).
Узбекистан входит в пятерку стран по числу студентов, обучающихся в РФ. Еще несколько тысяч граждан получают российское образование в филиалах вузов. По данным министерства образования России, сейчас в РФ насчитывается почти 33 тысячи студентов из Узбекистана, четвертая часть из которых получает стипендию. Больше всего узбекистанцев учится в Москве, Татарстане и Санкт-Петербурге.

## Вклад в экономику Узбекистана
Переводы граждан Узбекистана являются существенным источником развития этой среднеазиатской республики. За 2016 год по данным Центробанка РФ денежные переводы из России в Узбекистан составили 2 млрд. 741 млн. долларов США.

## Общественные организации
Значительную часть узбекского населения России составляют временные трудовые мигранты, что не способствует созданию постоянных общественных организаций.
На федеральном уровне действует «Всероссийский конгресс узбеков, узбекистанцев», объединяющий диаспоры 13 регионов России. На региональном уровне существуют местные диаспоры узбеков, например, «Узбекское содружество Москвы», Астраханское Общество узбекской культуры «Ўзбекистон» и др. Предпринимаются попытки создания печатных изданий для узбекских трудовых мигрантов.

## Известные российские узбеки
- Шарипов, Салижан Шакирович — российский космонавт;
- Усманов, Алишер Бурханович — самый богатый человек России по версии Bloomberg (2012 год) и Великобритании;
- Махмудов, Искандар Кахрамонович — основатель и президент Уральской горно-металлургической компании (УГМК);
- Шодиев, Патох Каюмович — миллиардер, Совладелец компании «Eurasian National Resources Corporation» (ENRC) (на 13 июля 2009 владеет около 14,84 %). состояние оценивается в 3,7 миллиарда долларов. (№ 297 в мире и № 1 в Бельгии согласно списку миллиардеров журнала «Форбс» за 2011 год). Основатель Международного фонда Шодиева.
- Равшана Куркова — российская актриса театра и кино;
- Джаник Файзиев — узбекско-российский режиссёр кино и телевидения, продюсер, актёр, сценарист. Генеральный директор киностудии «КИТ»).
- Наргиз Закирова — американо-российская певица;
- МС Дони — российский музыкант, исполнитель песен в жанре R’n’B, популярный рэпер и диджей.
- Согдиана (певица) — узбекско-российская певица;
- Фархад Махмудов — узбекско-российский актер.